# Enrique Brasó Gómez de Alía
Enrique Brasó Gómez de Alía (Madrid, 1948 - 7 de desembre de 2009) va ser un guionista cinematogràfic espanyol, encara que també ha dirigit algun cop.

## Biografia
De molt petit participà com a actor als anuncis de Pelargón i participà com a actor en algunes produccions infantils. Va començar a estudiar medicina, però ho va deixar per col·laborar amb articles sobre cinema a les revistes Griffith, Fotogramas i Europa i al suplement literari del diari Informaciones. El 1974 va escriure Carlos Saura, primera biografia sobre aquest director.
El 1967 va fer el guió del curtmetratge Sherry querido i a començament de la dècada del 1970 va treballar als Estudios Moro i a Televisió Espanyola, on ver fer guions per Novela (1971), Estudio 1 (1972), Cuentos y leyendas (1976), i El quinto jinete (1977). El 1977 va dirigir la pel·lícula In Memoriam, amb guió adaptat per ell d'una narració d'Adolfo Bioy Casares, però va ser un fracàs. Tot i això, per televisió dirigiria un episodi d'El juglar y la reina (1978) i Cuentos eróticos (1980). Després va treballar com a actor de doblatge, encara que el 1988 va dirigir la sèrie El mundo de Juan Lobón i el 1995 un episodi de la sèrie A su servicio.
No tornaria el cinema fins al 2002, quan va fer amb Antonio Hernández el guió d'En la ciudad sin límites, per la que va ser nominat a la Medalla del Cercle d'Escriptors Cinematogràfics al millor guió original i va obtenir el Goya al millor guió original. El 2005 va redactar el guió d' Oculto, amb Antonio Hernández, i el 2007 va dirigir per TVE Fernando Fernán Gómez.

## Filmografia
Com a director
- In Memoriam (1977)
- El juglar y la reina (un episodi, 1978)
- Cuentos eróticos (un segment, 1980).
- El mundo de Juan Lobón (1988)
- A su servicio (un episodi, 1995)

Com a guionista
- Novela (un episodi, 1971),
- Estudio 1 (un episodi, 1972)
- Cuentos y leyendas (un episodi, 1976)
- El quinto jinete (un episodi, 1977)
- En la ciudad sin límites (2002)
- Oculto (2005)
- Fernando Fernán Gómez (2007)

## Llibres
- Carlos Saura (1974), ISBN 978-84-7330-006-3
- Conversaciones con Fernando Fernán Gómez (2002), ISBN 978-84-670-0311-6